# Rhamnus laoshanensis
Rhamnus laoshanensis är en brakvedsväxtart som beskrevs av D.K. Zang. Rhamnus laoshanensis ingår i släktet getaplar, och familjen brakvedsväxter. Inga underarter finns listade i Catalogue of Life.